# A Pattern of Roses
 (mars 2022).
A Pattern of Roses est un roman pour enfants, publié en 1972, de l'auteur britannique K. M. Peyton (en). Il s'agit d'une histoire de mystère et de un fantôme.
Il a été publié aux États-Unis sous le titre So Once Was I en 1975, mais les éditions suivantes ont utilisé le titre original. Le roman est adapté en film en 1983.